# Mittelberg (Absberg)
Der Mittelberg ist ein ca. 517 m ü. NHN hoher, unbewaldeter Berg im Westen des Spalter Hügellandes im mittelfränkischen Landkreis Weißenburg-Gunzenhausen. Der Berg bildet gemeinsam mit dem Reckenberg einen Doppelgipfel.

## Geographie

### Lage
Der unbewaldete Mittelberg erhebt sich im Nordwesten des Landkreises Weißenburg-Gunzenhausen. Unweit nordöstlich liegt das Dorf Kalbensteinberg, südöstlich der Ort Igelsbach. Der Reckenberg liegt nordwestlich. Die Kreisstraße WUG 21 führt nördlich am Gipfel vorbei.

### Naturräumliche Zuordnung
Der Mittelberg gehört in der naturräumlichen Haupteinheitengruppe Fränkisches Keuper-Lias-Land (Nr. 11), in der Haupteinheit Mittelfränkisches Becken (113) und in der Untereinheit Spalter Hügelland (113.4) zum Naturraum des Südlichen Spalter Hügellands (113.40).